# فرانسيسكو داس شاغاس رودريغيز دي بريتو
فرانسيسكو داس شاغاس رودريغيز دي بريتو (من مواليد 1965) عامل منجم برازيلي سابق وميكانيكي غير رسمي أدانته المحاكم باعتباره مسؤولاً عن العديد من جرائم القتل ضد الأطفال في ولاية مارانهاو، والحفاظ على إساءة استخدام الجثة وإضعاف الضحايا بشكل مشترك. أثبتت الأدلة العلمية أنه مرتكب الجرائم عندما عثر الخبراء على عدة جثث في منزله، وكذلك أطراف وشظايا أطفال اختفوا. تشير الأدلة إلى أنه الشخص الحقيقي المسؤول عن سلسلة جرائم نفس طريقة العمل التي حدثت في بلدية التاميرا في بارا حيث عاش المتهم في المنطقة لأكثر من 10 سنوات. يعتبر فرانسيسكو داس شاغاس رودريغز دي بريتو أكثر السفاحين قتلًا في البلاد.

## الجرائم
تم الكشف عن قضية الأطفال الفقراء الذين قُتلوا في العاصمة ساو لويس في عام 2004 بمقتل القاصر جوناهتان دوس سانتوس، الذي قال قبل اختفائه إنه سيلتقي بالميكانيكي. ألقي القبض على المشتبه به للاشتباه بقتله جوناهتان و16 فتى آخر، مما دفع المحققين إلى جرائم قتل تعود إلى عام 1997، أيضًا في بلديات باكو دو لوميار وساو خوسيه دي ريبامار. كما تم العثور على عظمتين في أرضية المنزل الذي كان يعيش فيه.
أدى عدم وجود توضيح بشأن جرائم القتل هذه، التي عوملت بلا مبالاة على مر السنين إلى إدانة البرازيل من قبل المنظمات في محكمة البلدان الأمريكية لحقوق الإنسان التابعة لمنظمة الدول الأمريكية.
امتدت جرائم فرانسيسكو داس شاغاس رودريغيز دي بريتو أيضًا إلى ولاية بارا، حيث يُشتبه في مقتل وإضعاف 42 طفلاً.